# Salima Ghezali
Salima Ghezali (àrab سليمة غزالي Bouira, Algèria 1958) és una periodista i escriptora algeriana, activista dels drets de la dona i els drets humans.

## Biografia
Va néixer el 1958 a la ciutat de Bouira, població situada a la Cabília i que en aquells moments estava sota domini francès però que avui en dia forma part d'Algèria.
Membre fundadora del grup "Dones d'Europa i del Magrib", fou editora del diari setmanal La Nation, esdevenint l'única dona al capdavant d'un diari al món àrab.

## Activisme social
La seva posició en favor de la llibertat d'expressió l'exposa al foc encreuat de les autoritats algerianes i dels extremistes islàmics, particularment durant la guerra civil algeriana on ha predicat una solució pacífica i democràtica. L'any 1996, quan el seu diari fou prohibit, Salima Ghezali va escriure: "És necessari precisar els principis que constitueixen les bases de la societat humana i fer vigilància del regnat. És la millor manera que la civilització triomfi sobre la crueltat".
L'any 1997 fou guardonada amb el Premi Sàkharov per la Llibertat de Consciència concedit pel Parlament Europeu i amb el Premi Olof Palme.
Actualment treballa a la Ràdio Méditerranée International, amb seu al Marroc, i escriu en diverses publicacions estrangeres, especialment franceses i espanyoles. En 2000 es va unir al Front de Forces Socialistes (FFS) de Hocine Aït Ahmed.